# This Corrosion
This Corrosion – utwór brytyjskiego zespołu Sisters of Mercy, wykonywany także przez niemiecki zespół In Extremo.
Piosenka ta jest utworem brytyjskiego zespołu Sisters Of Mercy i pochodzi z płyty pt. Floodland, wydanej w 1987 r.
Cover tej piosenki wykonywany przez In Extremo na albumie pt. Verehrt und Angespien wydanym w 1999 r.

## SingielThe Sisters of Mercy
Lista utworów:
1. This Corrosion
2. Torch
3. Colours

## SingelIn Extremo
Singel zespołu In Extremo zawierający utwór This Corrosion promuje grę "Gothic".
Lista utworów:
1. This Corrosion (Cover)